# 哈里·梅內

哈里·梅內的入监照，存于纽约市警察局

哈里·“开心鬼”·梅內（英語：Harry "Happy" Maione，1908年10月7日—1942年2月19日）是1930年代活跃于纽约市的帮派分子。作为一名职业杀手，他曾为全国犯罪集团的下属执行机构谋杀公司效力。梅內天生一副闷闷不乐的表情，却因此被冠以“开心鬼”这一绰号。

## 早年生活
早在青年时期，梅內就成为了大洋高地帮的头目。这是一个由意大利裔美国人组成的街头帮派，主要活跃于纽约市布鲁克林区的大洋高地。弗兰克·阿班旦杜是他当时在帮内的心腹。梅內的儿子阿尔伯特·梅內（Albert Maione）后来成为了甘比諾犯罪家族的一员。
1931年，梅內和阿班旦杜协助阿貝·雷爾斯和馬丁·戈爾茨坦消灭了敌对的沙皮洛三兄弟。双方的矛盾由来已久。当年的早些时候，沙皮洛兄弟亦曾谋刺雷爾斯和戈爾茨坦，但未能得手；三兄弟中的梅耶·沙皮洛（Meyer Shapiro）转而绑架并强奸了雷爾斯的女友。雷爾斯和戈爾茨坦随即展开报复。1931年7月11日，三兄弟中的二弟厄文·沙皮洛（Irving Shapiro）在自己的公寓附近被枪杀；同年9月17日，大哥梅耶在下东区的一间廉租房的地下室中被开枪打死；三年后的1934年，小弟威廉也被捕获并活埋。

## 谋杀公司
在这次行动后，梅內、阿班旦杜、雷爾斯和戈爾茨坦开始了长期合作。之后团伙又陆续吸收了哈利·史特勞斯、艾伯特·坦恩鮑姆、西摩尔·马贡、路易·卡彭、查尔斯·沃克曼（Charles "The Bug" Workman）和维托·古里诺（Vito "Chicken Head" Gurino）等人。
在全国犯罪集团的委員喬·阿多尼斯的促成下，梅內的团伙成为了全国犯罪集团的正式专属执行机构。他们像承包商承包项目一样，接受全国犯罪集团的维托而杀人，因而被媒体称为“谋杀公司”。作为意大利人，梅內负责与意大利帮派接洽，作为犹太人的雷爾斯则负责接洽犹太帮派。谋杀公司的头目先后由同为全国犯罪集团成员的路易·巴克爾特以及艾伯特·阿納斯塔塞担任。 在为谋杀公司效力期间，梅內据称亲手杀死了至少12个人。

## 灭口行动
1930年代中叶，时任纽约州地方检察官的托马斯·杜威在经过充分准备后对巴克爾特提起了公诉。巴克爾特随即命令谋杀公司灭口任何有线人嫌疑的人。 在这次行动中，高利贷放贷人乔治·鲁迪克（George "Whitey" Rudnick）被梅內、阿班旦杜和史特勞斯于1937年5月11日杀死。

## 被捕和处决
1940年，雷爾斯背叛组织成为了纽约州警方的线人，他随后指证梅內和阿班旦杜为杀害鲁迪克的凶手。根據雷爾斯的說法：鲁迪克遇刺后被塞进汽车的后备箱，当时他还有一口气并开始咳嗽。听到咳嗽声以后，史特勞斯用冰锥捅了他63下，梅內则用一把切肉刀砍开了他的头骨，最终导致鲁迪克身亡。
1940年5月，梅內被判一级谋杀罪成立，他随即上诉，但二审维持了原判。1942年2月19日，梅內和阿班旦杜一同在纽约州奧西寧鎮的新新惩教所被电椅处决。

## 相关链接
- 纽约州死刑犯列表（英语：List of people executed in New York）
- 美國死刑制度